# Oesophagodontus robustus
Oesophagodontus robustus är en rundmaskart som först beskrevs av Giles 1892.  Oesophagodontus robustus ingår i släktet Oesophagodontus och familjen Strongylidae. Inga underarter finns listade i Catalogue of Life.